# Sanry-sur-Nied
Sanry-sur-Nied è un comune francese di 329 abitanti situato nel dipartimento della Mosella nella regione del Grand Est.

## Società

### Evoluzione demografica
Abitanti censiti